# Марянян, Степан Маилович
Степа́н Маилович Маряня́н (род. 21 сентября 1991, Динская, Краснодарский край) — российский борец греко-римского стиля, чемпион и призёр чемпионатов России и мира, чемпион Европы, обладатель Кубка мира 2013 года, чемпион Европейских игр 2015 года и 2019 года, серебряный призёр чемпионата мира среди военнослужащих, Заслуженный мастер спорта России (2018).

## Карьера
В финале борцовского турнира Европейских игр победил представителя Беларуси Сослана Даурова и выиграл первую на этих играх медаль для сборной России.
На предолимпийском чемпионате мира 2019 года, который проходил в столице Казахстана, в весовой категории до 63 кг завоевал серебряную медаль уступив в финале борцу из Японии Синобе Ота.

## Турнир
В станице Динской для юных спортсменов проводится рождественский турнир по греко-римской борьбе на призы Степана Маряняна.

## Спортивные результаты
- Чемпионат России по греко-римской борьбе 2021 года — ;
- Чемпионат России по греко-римской борьбе 2018 года — ;
- Чемпионат России по греко-римской борьбе 2017 года — ;
- Чемпионат России по греко-римской борьбе 2016 года — ;
- Чемпионат России по греко-римской борьбе 2015 года — ;
- Кубок европейских наций 2013 года — ;
- Чемпионат России по греко-римской борьбе 2013 года — ;
- Гран-при Ивана Поддубного 2013 года — ;
- Чемпионат России по греко-римской борьбе 2012 года — ;
- Гран-при Ивана Поддубного 2012 года — ;
- Кубок России 2012 года — .